# Кармен Ауб
Кармен Ауб (на испански: Carmen Aub) е мексиканска актриса.

## Биография
Кармен Ауб Ромеро е родена на 24 октомври, 1989 г. в Мексико сити, Мексико. Дъщеря е на журналиста Макс Ауб и Луиса Фернанда Ромеро. Има две сестри – Мария Фернанда, по-голяма и Лусия, по-малка.

## Начало на актьорската кариера
Кариерата ѝ започва като репортер за детска програма на компания „Телевиса“ – „ECOLE“ през 1999 г. когато е само на 9-годишна възраст. През следващата година попада в актьорския състав на филма „Plaza Sesamo“. След като пребивава в няколко града на Мексико, на 12-годишна възраст се премества заедно със семейството си в Маями, САЩ. През 8-те години там, тя учи актьорско майсторство, танци и пеене. Участва като поддържаща актриса в продукции на Телемундо, като Decisiones и Medico de Familia.
Първата ѝ роля в теленовела е тази на Флор Касерес в „Къде е Елиса ?“ през 2010 г. Седмица след приключването на снимките на „Къде е Елиса ?“, тя заминава в Богота, Колумбия, където играе първата си главна роля в теленовелата „Ninas mal“. Следва участие в теленовелата „Надежда за сърцето“ през 2011/12 г., за която получава наградата „Женско откритие“. След това отново се снима за Телемундо в теленовелата „Забранена страст“, която е римейк на турския сериал „Забранения плод“. Играе заедно с Моника Спиър и Жанкарлос Канела. Следват роли в теленовели като „Como dice el dicho“ и „Familia en venta“ През 2014 г. изпълнява ролята на вече порасналата дъщеря на Аурелио Касияс – Рутиля Касияс във втората част на супер успешната теленовела „Господарят на небесата“.
Актрисата се снима и в киното в мексиканския филм „Chiapas, el Corazón del Café“ в ролята на Исабел.

## Филмография

### Теленовели
- Господарят на небесата (El Senor de los Cielos) (2-ра част) (2014) – Рутиля Касияс
- Familia en venta (2014) – Матилда
- Como dice el dicho (2013) – Лусия
- Забранена страст (Pasion prohibida) (2013) – Нина Пиамонте
- Надежда за сърцето (Esperanza del corazon) (2011/12) – Криста Кабрал
- Ninas mal (2010/11) – Грета Доменечи Вуртз
- Къде е Елиса ? (Donde esta Elisa ?) (2010) – Флор Касерес

### Филми
- Chiapas, el Corazon del Cafe (2012) – Исабел